# ヘンリー・ハウ (第3代チェッドワース男爵)
第3代チェッドワース男爵ヘンリー・フレデリック・ハウ（英語: Henry Frederick Howe, 3rd Baron Chedworth、1716年2月17日 – 1781年10月7日）は、グレートブリテン貴族。

## 生涯
ジョン・ハウ（1741年にチェッドワース男爵に叙爵）と妻ドロシー（Dorothy、旧姓シン（Thynne）、1692年9月22日洗礼 – 1777年2月14日、ヘンリー・フレデリック・シンの長女）の息子として、1716年2月17日に生まれた。1732年8月1日、リンカーン法曹院に入学した。
1762年5月9日に兄ジョン・シン・ハウが死去すると、チェッドワース男爵位を継承した。政界ではホイッグ党に属した。
1781年10月7日に生涯未婚のままストーウェルで死去、グロスタシャーのウィシントンで埋葬された。弟トマスの息子ジョンが爵位を継承した。